# Szapáry György (közgazdász)
Szapári, muraszombati és szécsiszigeti gróf Szapáry György Béla Mária József István (Tiszabura, 1938. augusztus 1. –) közgazdász. 1993 és 1999, valamint 2001 és 2007 között a Magyar Nemzeti Bank alelnöke. 2011 és 2015 között Magyarország washingtoni nagykövete. Számos nemzetközileg elismert monetáris politikai tanulmány szerzője.

## Életpályája
A főnemesi származású szapári, muraszombathi és széchiszigeti gróf Szapáry család sarja. Szapári, széchy-szigethi és muraszombati gróf Szapáry Gyula (1901-1985) és futaki gróf Hadik Adél Etelka (1909-1972) második gyermekeként látta meg a napvilágot. Apai nagyszülei gróf Szapáry György (1865–1929), Jász-Nagykun-Szolnok vármegye főispánja, császári és királyi kamarás, és cserneki Markovics Mária (1881–1946) voltak. Apai dédszülei gróf Szapáry Gyula (1838-1905), Magyarország miniszterelnöke 1890. március 13-a és 1892. november 17-e között, és gróf tolnai Festetics Karolina (1838–1919) voltak.
A Pannonhalmi Bencés Gimnáziumba járt középiskolásként, de az 1956-os forradalom után (még diákként) elhagyta Magyarországot, előbb Ausztriába, majd Belgiumba távozott. Felvételt nyert a Leuveni Katolikus Egyetemre, ahol 1961-ben szerzett közgazdasági diplomát. Közgazdaságtudományi doktori disszertációjának opponense Lámfalussy Sándor volt. Időközben megkapta a belga állampolgárságot.
Diplomázása után az egyetemen nemzetközi gazdasági és pénzügyi folyamatokat kutatott, majd 1965 és 1966 között az Európai Gazdasági Közösség Bizottságánál dolgozott Brüsszelben. 1967-ben került Washingtonba a Nemzetközi Valutaalaphoz (IMF), ahol afrikai, ázsiai és európai országokban vezetett különböző tárgyalásokat. 1987 és 1990 között az ázsiai ügyek főosztályának egyik vezetője volt.
1990-ben tért haza, visszakapta magyar állampolgárságát (a belgiumi megtartása mellett), amikor az IMF magyarországi megbízottjává nevezték ki, mely pozíciót 1993-ig töltötte be. Ekkor a Magyar Nemzeti Bank alelnökévé nevezték ki Bod Péter Ákos, majd 1996-ban Surányi György mellé, 1999-ben járt le a mandátuma. 2001-ben Járai Zsigmond akkori jegybankelnök újra felkérte az alelnöki teendők ellátására. Mandátuma 2007 februárjában járt le. A két alelnöki megbízatás közötti időben az MNB elnöki főtanácsadója volt.
Ezenkívül 1993 és 2001 között a Nemzetközi Bankárképző Központ igazgatóságának elnöke. 1997 és 2000 között a Budapesti Árutőzsde tanácsának tagja, ill. ugyanebben az időszakban a Nyugdíjpénztártanács tagja.
2004 és 2007 között az Európai Bizottság Pénzügyi és Gazdasági Bizottságának tagja, illetve az Európai Központi Bank Nemzetközi Kapcsolatok Bizottságának tagja volt. 2005-ben a kormányzó Magyar Szocialista Párt politikusai azzal vádolták, hogy elárulta az országot, mikor az Európai Unió Gazdasági és Pénzügyi Bizottsága előtt rákérdezett, helyes-e az a magyar gyakorlat, hogy a már megépített  autópályák  költségvetési elszámolásával csökkentik az államháztartási hiány kimutatott nagyságát. („Úgy vélem, hogy a történelem engem igazolt, mert a miniszterelnök úr a választások után elismerte, hogy nem a valós számokat közölték a költségvetésben. Én a választások előtt mondtam ugyanezt. A tény pedig tény a választások előtt, és a választások után is” – nyilatkozta később Szapáry.)
2007-ben a Magyar Telekom Nyrt. felügyelőbizottságának tagja.
2008 és 2010 között az OTP Bank igazgatóságának tagja.
2008-ban Orbán Viktor, a Fidesz elnöke, felkérte gazdaságpolitikai tanácsadójának a nemzetközi gazdasági kapcsolatrendszer felépítésével a forint értékének megőrzése érdekében.
2010 júliusa és 2011 januárja között Orbán Viktor miniszterelnök gazdaságpolitikai főtanácsadója.
2011 januárjában az Orbán-kormány washingtoni nagykövetté  nevezte ki. Kora miatt módosítani kellett a vonatkozó törvényt, hogy ne legyen jogi akadálya kinevezésének. Nagyköveti megbízatása 2015 januárjában járt le.
2015 óta a Magyar Nemzeti Bank elnöki főtanácsadója.
Az MNB Popovics Sándor díj és az OTP Bank Fáy András díj díjazottja, a francia Becsületrend Lovagja, a Miskolci Egyetem díszdoktora, a Corvinus Egyetem címzetes professzora.

## Családja
1965. augusztus 21-én, Hobokenben (Belgium) feleségül vette Daniéle Héléne Lucienne Winckelmans (1939-2011) biológust. Két fiúgyermekük született, és öt unokájuk van. Philippe fiuk orvos Philadelphiában, a másik fiú, Christophe ügyvéd New Orleansban.
Fiatalabb korában rendszeresen futott, a középtáv volt a tipikus távja.
A Szapáry család tagjai ma szétszóródva élnek a világban. Az itthon maradottakat arisztokrata voltuk miatt üldöztetés érte. Szapáry György szüleit, Szapáry Gyulát és Hadik Etelkát koncepciós per keretében börtönbe zárták, más családtagokat kitelepítettek Budapestről.
Dédapja, gróf Szapáry Gyula Magyarország miniszterelnöke volt 1890 és 1892 között.

## Díjai
- A Magyar Érdemrend középkeresztje (2023)

## Főbb publikációi
- Diffusion du progrès et convergence des prix, Europe-États-Unis, 1899–1962 (társszerk., 1966)
- Moderate inflation. The Experience of Transition Economies (társszerk. 1998) (Mérsékelt infláció)
- Monetary Strategies for Joining the Euro (2004)
- Jakab M. Zoltán-Szapáry György: A csúszó leértékelés tapasztalatai Magyarországon
- Orbán Gábor - Szapáry György: A Stabilitási és Növekedési Egyezmény az új tagállamok szemszögéből (2004)
- Darvas Zsolt–Szapáry György: Konjunktúraciklusok együttmozgása a régi és új EU-tagországokban; MNB, Bp., 2004 (MNB füzetek) (angolul is)
- Darvas Zsolt–Szapáry György: Az euróövezet bővítése és euróbevezetési stratégiák; Argenta Zrt., Bp., 2008 (Argenta tanulmányok)
- György Szapáry: Maastricht and the Choice of Exchange Rate Regime in Transition Countries During The Run-Up to EMU
- Darvas Zsolt - Szapáry György: Euro Area Enlargement and Euro Adoption Strategies
- Szapáry György: Az inflációs célkövetés tapasztalatai Magyarországon